# 小松大介
小松大介（こまつだいすけ、1977年12月16日 - ）は、日本の俳優である。東京都出身。所属事務所は、サン・オフィス。

## 主な出演

### 映画
- 映画 妖怪人間ベム （2012年）- 小学校教師 役

### TV
- 新・愛の嵐（2002年、東海テレビ）
- 恋は戦い!（2003年、テレビ朝日）
- アストロ球団（2005年、テレビ朝日）
- ダウンタウンのガキの使いやあらへんで!!（2006年、日本テレビ）
- 真相報道 バンキシャ!（2006年、日本テレビ）
- 復讐するは我にあり（2007年、テレビ東京）
- 人生が変わる1分間の深イイ話
  - 人生が変わる1分間の深イイ話ウエンツ瑛士編(2012年、日本テレビ)
  - 人生が変わる1分間の深イイ話Mr.マリック編 (2012年、日本テレビ)
- 最も遠い銀河（2013年、テレビ朝日）
- ファミリーヒストリー 小林幸子編（2016年、NHK)

### CM
- 東京電力（2002年）
- エスカップ（2004年、エスエス製薬)
- AKB1/153恋愛総選挙(2012年、バンダイナムコゲームス)
- Googleアプリ（2016年、Google)

### DVDドラマ
- 東京フレンズ（2005年）

### Vシネマ
- 実録・日本極道列伝 極道者第3話「燃える目の獣」（2002年）

### VP
- 日本コカコーラジョージア（2003年）
- アステラス製薬（2012年）

### 舞台
- ダンディライオン（2002年、シアターVアカサカ）- 少年 役
- 美しき心のなかに（2004年、シアターVアカサカ）- ケンブリッジ学生 役
- ゴールデンムーン（2005年、シアターVアカサカ）- 黒き狼 役
- 美しき心のなかに｜ディレクターズカット版（2006年、シアターVアカサカ）- ケンブリッジ学生 役
- 頻闇に咲く（2009年、サンモールスタジオ）- ヨシオ 役
- ウル-森に眠る記憶-（2011年、せんがわ劇場）- 小南・２役
- オペラアイーダ新国立劇場開場15周年記念公演（2013年、新国立劇場）- アンサンブル
- 響命戦隊 ハモレンジャー　（2015年11月　高円寺Ｋスタジオ）-ブルー・ダイキ
- 朗読ライブ「ペンギンが空を飛ぶとき、」（2016年1月　阿佐ヶ谷/かもめ座）-アル先輩・伊藤体長

### その他
- はやぶさ探偵社　HPモデル